# Eetu Luostarinen
Eetu Luostarinen (* 2. September 1998 in Siilinjärvi) ist ein finnischer Eishockeyspieler, der seit Februar 2020 bei den Florida Panthers in der National Hockey League unter Vertrag steht. Mit dem Team gewann der Center in den Playoffs 2024 und 2025 den Stanley Cup. Mit der finnischen Nationalmannschaft gewann er die Goldmedaille bei der Weltmeisterschaft 2019.

## Karriere
Eetu Luostarinen wurde in Siilinjärvi geboren und durchlief in seiner Jugend die Nachwuchsabteilungen von KalPa aus dem nahegelegenen Kuopio. Mit Beginn der Saison 2016/17 wurde er bei der U20 des Vereins in der Nuorten SM-liiga eingesetzt, der höchsten Juniorenliga des Landes, kam jedoch bereits wenig später auch zu seinem Debüt für die Profis von KalPa in der Liiga, bei denen er bis zum Jahresende 32 Partien absolvierte und dabei sieben Scorerpunkte verzeichnete. Zudem erreichte er mit der Mannschaft prompt das Playoff-Endspiel, unterlag dort allerdings Tappara mit 2:4. Im anschließenden NHL Entry Draft 2017 wurde der Angreifer an 42. Position von den Carolina Hurricanes ausgewählt, verblieb jedoch vorerst zwei weitere Jahre in Kuopio. Dort steigerte er seine persönliche Statistik stetig bis auf 36 Punkte aus 54 Partien in der Spielzeit 2018/19.
Im Mai 2019 statteten ihn die Carolina Hurricanes mit einem Einstiegsvertrag aus und setzten ihn mit Beginn der Saison 2019/20 bei ihrem Farmteam in der American Hockey League (AHL) ein, den Charlotte Checkers. In Charlotte etablierte er sich ebenfalls als regelmäßiger Scorer, während er parallel dazu im November 2019 zu seinem Debüt für die Hurricanes in der National Hockey League (NHL) kam. Zur Trade Deadline im Februar 2020 allerdings wurde der Finne samt Erik Haula, Lucas Wallmark und Chase Priskie zu den Florida Panthers transferiert, während im Gegenzug Vincent Trocheck nach North Carolina wechselte. Die Spielzeit beendete er anschließend bei Floridas Farmteam, den Springfield Thunderbirds aus der AHL. Für die Off-Season in Herbst und Winter 2020 kehrte der Center in der Folge auf Leihbasis zu einem Heimatverein KalPa zurück, bevor er sich im Rahmen der Vorbereitung auf die Spielzeit 2020/21 einen Platz im NHL-Aufgebot der Panthers erspielte. In den Playoffs 2023 erreichte er mit dem Team das Endspiel um den Stanley Cup, unterlag dort allerdings den Vegas Golden Knights mit 1:4. In den folgenden Playoffs 2024 zog er mit den Panthers erneut ins Finale ein und errang mit einem 4:3-Erfolg über die Edmonton Oilers nun auch den ersten Stanley Cup der Franchise-Geschichte. In den Playoffs 2025 wiederum verteidigten sie den Titel durch einen weiteren 4:2-Sieg gegen die Oilers.

### International
Luostarinen bestritt einige Testspiele für die U20-Nationalmannschaft seines Heimatlandes, wurde im Juniorenbereich jedoch nie bei einem größeren Turnier eingesetzt. Nachdem er bei der Euro Hockey Tour der Saison 2018/19 für die finnische A-Nationalmannschaft debütiert hatte, gehörte er auch zu der Auswahl, die bei der Weltmeisterschaft 2019 die Goldmedaille gewann. Er selbst kam dabei in vier Partien zum Einsatz. Anschließend lief Luostarinen beim 4 Nations Face-Off 2025 auf.

## Erfolge und Auszeichnungen
- 2018 Spengler-Cup-Gewinn mit KalPa
- 2019 Goldmedaille bei der Weltmeisterschaft
- 2024 Stanley-Cup-Gewinn mit den Florida Panthers
- 2025 Stanley-Cup-Gewinn mit den Florida Panthers

## Karrierestatistik
Stand: Ende der Saison 2024/25

### International
Vertrat Finnland bei:
- Weltmeisterschaft 2019
- 4 Nations Face-Off 2025

(Legende zur Spielerstatistik: Sp oder GP = absolvierte Spiele; T oder G = erzielte Tore; V oder A = erzielte Assists; Pkt oder Pts = erzielte Scorerpunkte; SM oder PIM = erhaltene Strafminuten; +/− = Plus/Minus-Bilanz; PP = erzielte Überzahltore; SH = erzielte Unterzahltore; GW = erzielte Siegtore; 1 Play-downs/Relegation; Kursiv: Statistik nicht vollständig)